# 内方站
内方站（：／ Naebang yeok */?）是首爾地鐵7號線沿線的一座地下車站，位於韓國首爾特別市瑞草區方背洞。站名取自「『方』背洞『內』部」，係為避免與方背站混淆。

## 車站構造
站體為2面2線側式月台的地下車站，候車月台設有月台幕門，並有8處出口。
末班車以本站作為終點站停靠。

### 月台配置
| 高速巴士客運站 ↑ |
| \| 上            |
| ↓ 梨水           |

| 月台 | 路線           | 目的地                                         |
| ---- | -------------- | ---------------------------------------------- |
| 上行 | ●首爾地鐵7號線 | 高速巴士客運站、四佳亭、孔陵、長岩方向         |
| 下行 | ●首爾地鐵7號線 | 梨水、大林、富川綜合運動場、富平區廳、石南方向 |

## 歷史
- 2000年8月1日：落成啟用。

## 車站周邊
- 霜草公園
- Brand New Music
- 方背1洞治安中心
- 方背衛生所
- 南首爾綜合市場
- 方背郵局
- 金家快餐內方站店
- 飯捲天國餐廳（朝鲜语：김밥천국）內方站店
- 首爾瑞草青年會議所
- 盤浦税務署

## 圖片

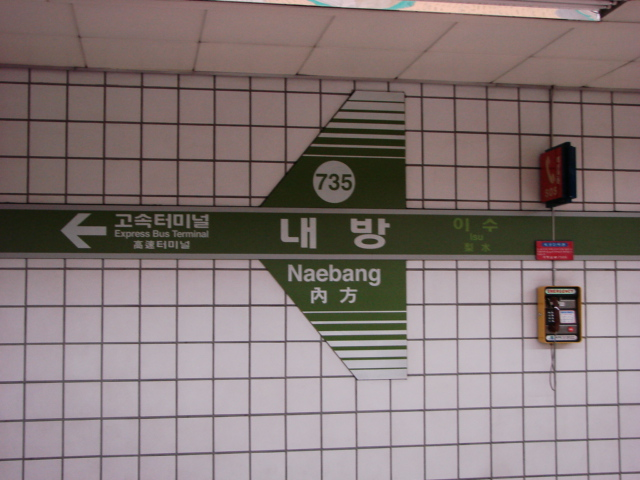
站名牌
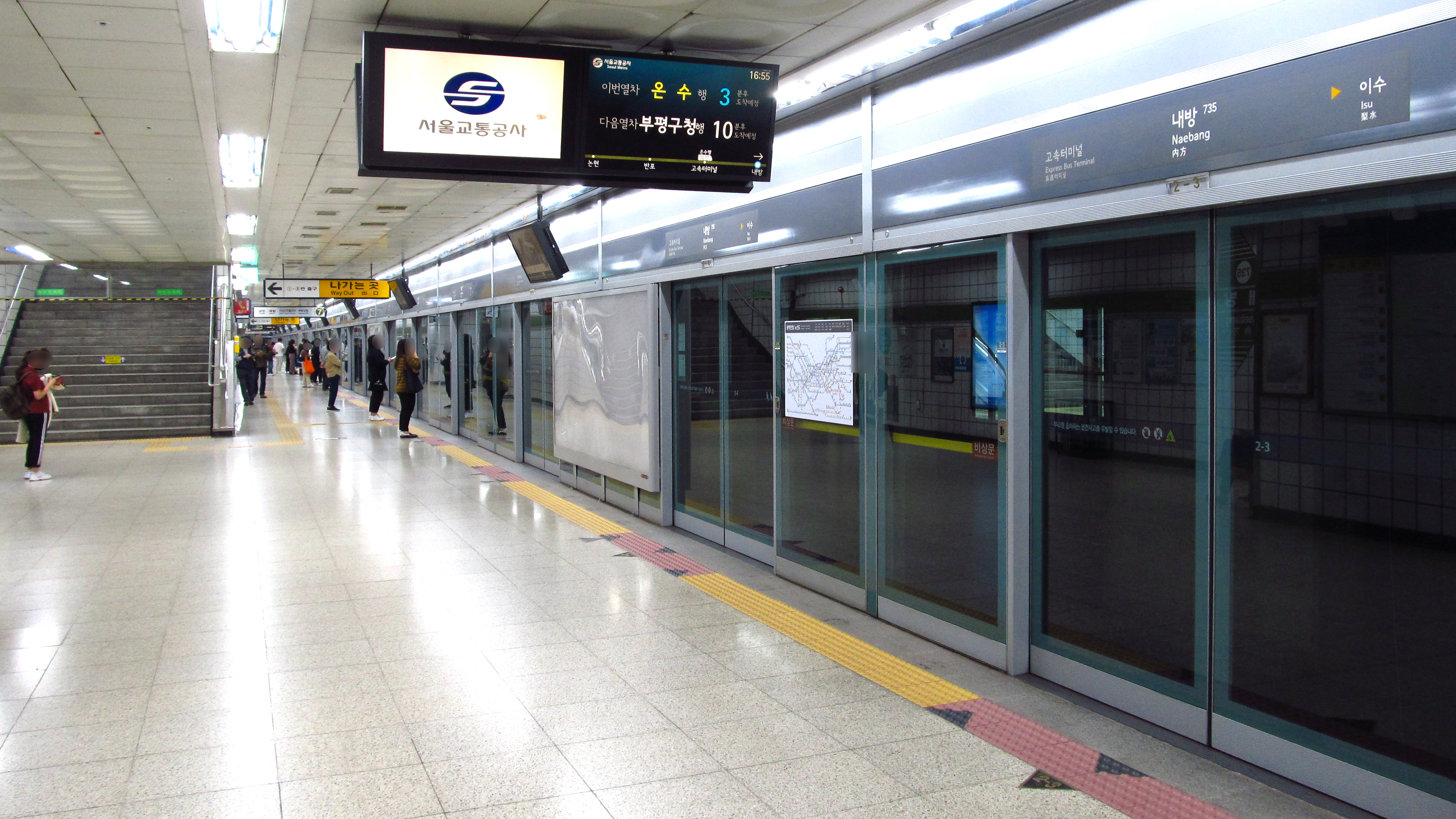
候車月台
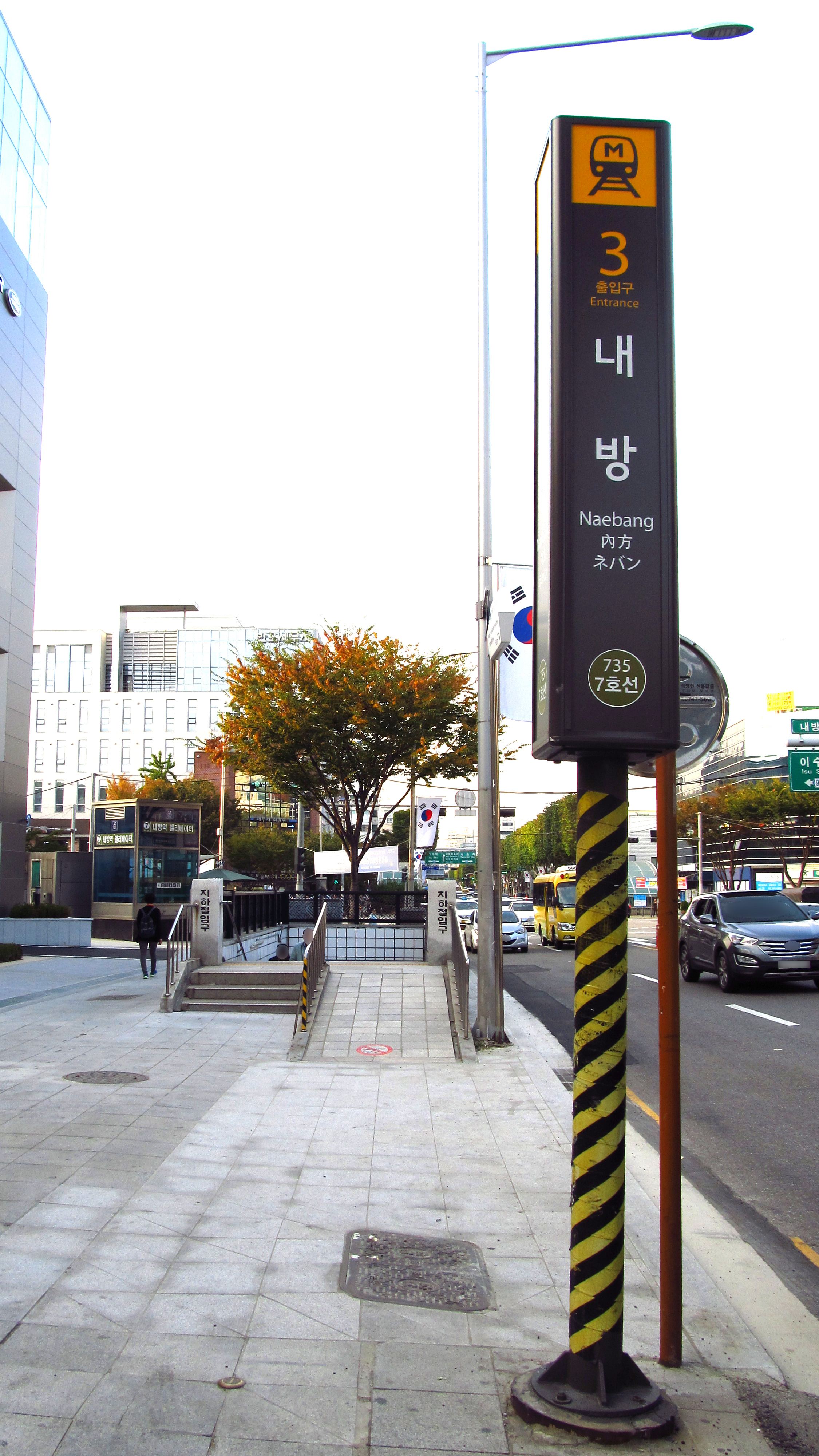
3號出口
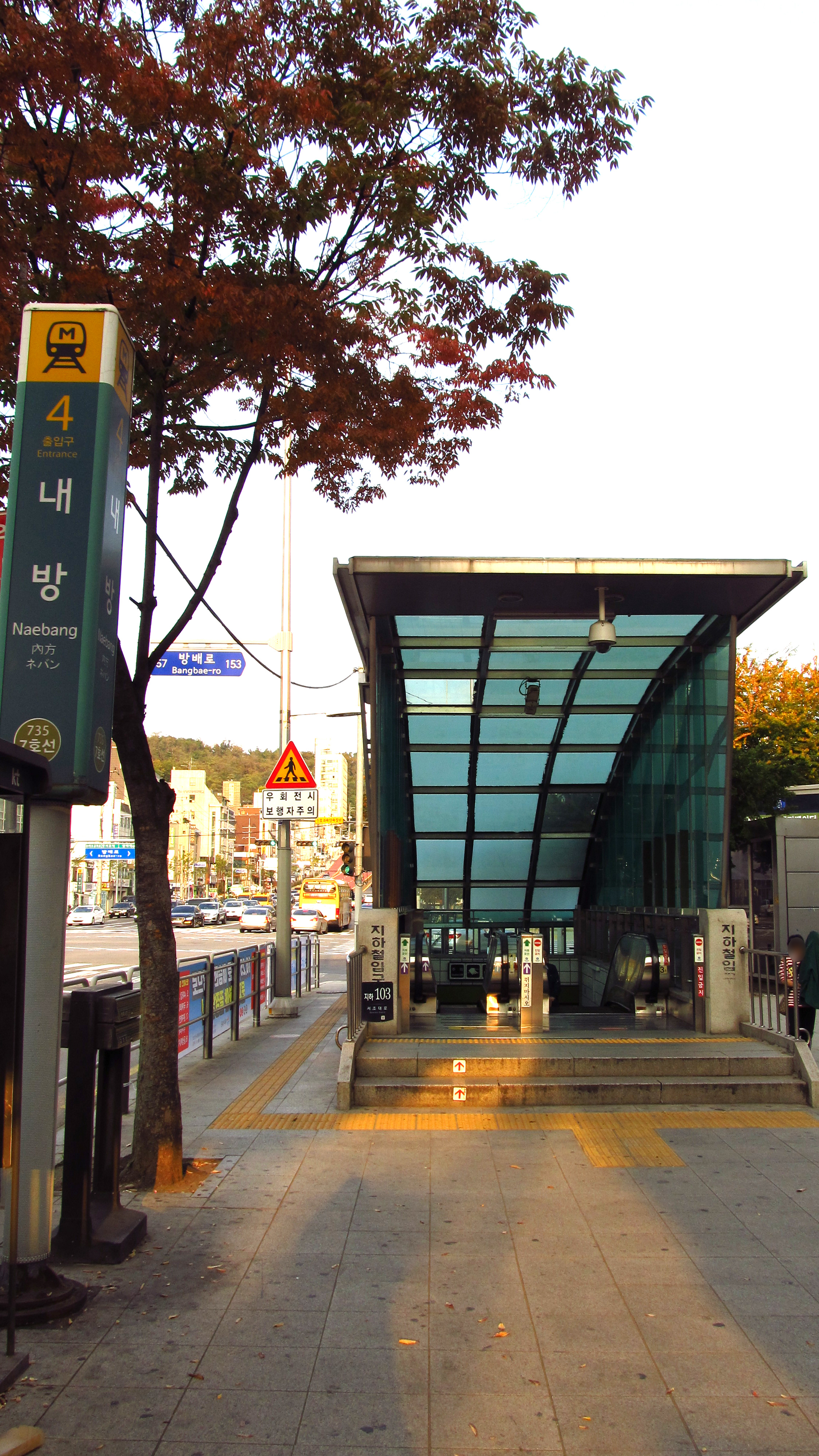
4號出口

## 相鄰車站
首爾交通公社
●首爾地鐵7號線
高速巴士客運站（734）－內方（735）－梨水（736）